# James A. Troutman
James Armstrong Troutman (* 1. Dezember 1853 in Pleasant Grove, Fulton County, Indiana; † 25. Dezember 1926 in Topeka, Kansas) war ein US-amerikanischer Politiker. Zwischen 1895 und 1897 war er Vizegouverneur des Bundesstaates Kansas.

## Werdegang
James Troutman war der Sohn von William H. und Nancy Troutman, die frühe Siedler im Gebiet des späteren Staates Kansas waren. Etwa drei Jahre lang war er in Kansas und Missouri als Lehrer tätig. Nach einem anschließenden Jurastudium und seiner Zulassung als Rechtsanwalt begann er im Jahr 1880 in diesem Beruf zu arbeiten. Außerdem war er Verleger einer Zeitung in Kansas, Mitglied der Temperance Union zur Bekämpfung des Alkoholkonsums und der Republikanischen Partei. Im Jahr 1893 wurde er Mitglied der Kansas Legislature; es ist aber nicht überliefert, welcher der beiden Kammern der Staatslegislative er angehörte.
1894 wurde Troutman an der Seite von Edmund Morrill zum Vizegouverneur von Kansas gewählt. Dieses Amt bekleidete er zwischen dem 14. Januar 1895 und dem 11. Januar 1897. Dabei war er Stellvertreter des Gouverneurs. Später war er für vier Amtszeiten Bürgermeister der heute nicht mehr existierenden Gemeinde Potwin Place im Shawnee County.